# Remixed & Revisited
Remixed & Revisited é o segundo álbum de remixes da artista musical estadunidense Madonna, lançado em 24 de novembro de 2003 através da Maverick Records e Warner Bros. Records. O álbum contém quatro remixes de canções de seu nono álbum de estúdio American Life (2003) e a faixa inédita "Your Honesty", originalmente escrita e gravada para seu sexto álbum de estúdio Bedtime Stories (1994). As outras faixas presentes são a performance ao vivo de "Like a Virgin" e "Hollywood" no MTV Video Music Awards de 2003—que terminou com Madonna beijando Britney Spears e Christina Aguilera—e um remix de "Into the Groove" (1985), em colaboração com Missy Elliott.
O álbum alcançou a 115ª posição da Billboard 200 nos Estados Unidos, enquanto atingiu o primeiro lugar em Portugal e o top cinco na Dinamarca, Grécia e Itália. Recebeu avaliações mistas dos críticos musicais; "Your Honesty" foi geralmente a única faixa a receber aclamação. O álbum de remixes também marcou o último lançamento da cantora sob seu contrato com a Maverick Records.

## Antecedentes
Em 2003, Madonna havia planejado em lançar uma caixa comemorativa em seus 20 anos de carreira, bem como 20 anos do lançamento de seu álbum homônimo. Entretanto, isto foi cancelado e a cantora lançou um álbum de remixes, intitulado Remixed & Revisited. A compilação apresenta quatro faixas de American Life remixadas, a apresentação dos MTV Video Music Awards de 2003 em áudio, uma mistura de "Hollywood" e "Into the Groove", intitulada "Into the Hollywood Groove", que conta com a participação de Missy Elliott, e ainda uma faixa inédita, "Your Honesty", descartada do sexto álbum de estúdio de Madonna, Bedtime Stories (1994).

### Apresentação nos MTV Video Music Awards de 2003
Em 27 de agosto de 2003, Madonna abriu a vigésima edição dos MTV Video Music Awards apresentando uma mistura de "Like a Virgin" e "Hollywood" com Britney Spears e Christina Aguilera; a apresentação contou com a participação da rapper Missy Elliott, que apresentou "Work It". Homenageando a apresentação de "Like a Virgin" feita por Madonna na primeira edição da cerimônia, Spears apareceu em um bolo de casamento gigante e cantou os primeiros versos da faixa. Aguilera apareceu atrás da estrutura e interpretou o refrão da canção junto com Spears. Depois, Madonna apareceu de dentro do bolo e apresentou "Hollywood". No meio da interpretação, Madonna beijou Spears e Aguilera na boca. Após isso, Elliott cantou "Work It". Esta apresentação é considerada a melhor apresentação da história dos MTV Video Music Awards, bem como um dos momentos mais infames da história da MTV.

## Análise da crítica
| Críticas profissionais  | Críticas profissionais |
| Avaliações da crítica   | Avaliações da crítica  |
| Fonte                   | Avaliação              |
| ----------------------- | ---------------------- |
| AllMusic                | [ 5 ]                  |
| Billboard               | (favorável)            |
| Boston Herald           | [ 7 ]                  |
| Daily Breeze            | [ 8 ]                  |
| The Denver Post         | (desfavorável)         |
| The Malay Mail          | (favorável)            |
| Rolling Stone           | [ 11 ]                 |
| St. Louis Post-Dispatch | (favorável)            |

Stephen Thomas Erlewine, da AllMusic, sentiu que a presença de um "forte gancho e um forte senso de diversão" estava faltando na compilação, exceto a música "Your Honesty", que ele declarou como a melhor faixa, apesar de sentir que era um pouco desatualizada. Ele comparou o trabalho dos remixers como "tão sutil quanto uma britadeira", seja no "American Life", em flocos metálicos, de Headcleanr, ou na mistura retrô de Nevins dos anos 90 de "Nothing Fails". Em todas essas mixagens, Madonna soa como se ela está fora de sintonia com a música de 2003". Erlewine também comparou os vocais de Spears com os de Madonna durante seus primeiros dias e os de Aguilera com os de CherCher". Nathan Brackett, do Rolling Stone, comentou que o lançamento "melhora em American Life destaque para o single 'Love Profusão', mas o resto mostra uma oportunidade de reviver o interesse em seu álbum principal". Fabian, do Daily Breeze, comentou que Remixed & Revisited 'é uma coleção divertida de novidades'. Sarah Crompton, do Boston Herald, proclamou o álbum como "mais divertido do que o seu longa-metragem American Life de 2003". O Malay Mail disse que os remixes do álbum são para "verdadeiros fãs de Madonna".
Um escritor do The Miami Herald foi negativo em relação ao lançamento, dizendo que "o último passo em falso de Madonna é este inútil EP de sete faixas Remixed & Revisited, no qual ela tenta revender cinco músicas de seu recente CD da American Life para um público que merece trabalhos muito melhores da rainha, que isso". Ricardo Baca, do The Denver Post, comparou Madonna à atriz Drew Barrymore na capa do EP, sentindo que a cantora parecia tolo e que as faixas eram tentativas de "apimentar" as músicas já não comerciais do American Life. Kevin C. Johnson, do St. Louis Post-Dispatch, disse que com os remixes, Madonna "colocou um pouco de vida" de volta nas músicas da American Life, complementando "Your Honesty" e se perguntando por que foi deixado nas sessões do Bedtime Stories. Keith Caulfield, da Billboard, ficou impressionado com "Your Honesty" e os remixes de "Love Profusion" e "Nobody Knows Me". Ele disse: "Fãs obstinados, até mesmo aqueles que não são conhecidos do American Life vão curtir esse EP". Em seu livro The Essential Rock Discography, Martin Charles Strong chamou o lançamento de "igualmente dispensável como seu álbum principal".".

## Desempenho comercial
Nos Estados Unidos, Remixed & Revisited estreou no número 115 da Billboard 200, vendendo 22,000 cópias em sua primeira semana. Ele também estreou e alcançou o número 128 na tabela Top Comprehensive Albums. Segundo a Nielsen SoundScan, o EP vendeu 114,000 cópias em agosto de 2005 nos Estados Unidos. O remix de Nevins de "Nothing Fails" chegou ao Canadian Singles Chart na posição de número sete e liderou a tabela Hot Dance Club Play. Também estreou nas tabelas de álbuns da Bélgica, em Flandres e na Valônia e também na Suíça. O álbum chegou à Itália como uma música, alcançando o pico do número dois. Também figurou na Finlândia e na Dinamarca como um EP nas tabelas de singles.

## Lista de faixas
| N.º            | Título | Compositor(es)                               | Produtor(es)                                                                                   | Duração |  |
| 1.             | "Nothing Fails" (Nevins Mix)                                                                                                  | Madonna Guy Sigsworth Jem Griffiths          | Madonna Mirwais Ahmadzaï Mark "Spike" Stent [a] Jason Nevins [b] Vin Nigro [a] Joe "Magic" [a] | 3:50    |  |
| 2.             | "Love Profusion" (Headcleanr Rock Mix)                                                                                        | Madonna Ahmadzaï                             | Madonna Ahmadzaï Ray Carroll [b]                                                               | 3:16    |  |
| 3.             | "Nobody Knows Me" (Mount Sims Old School Mix)                                                                                 | Madonna Ahmadzaï                             | Madonna Ahmadzaï Mount Sims [b]                                                                | 4:44    |  |
| 4.             | "American Life" (Headcleanr Rock Mix)                                                                                         | Madonna Ahmadzaï                             | Madonna Ahmadzaï Ray Carroll [b]                                                               | 4:01    |  |
| 5.             | "Medley: Like a Virgin / Hollywood" (no MTV Video Music Awards de 2003 com Britney Spears, Christina Aguilera e Missy Elliot) | Billy Steinberg Tom Kelly / Madonna Ahmadzaï | N/A                                                                                            | 5:34    |  |
| 6.             | "Into the Hollywood Groove" (The Passengerz Mix) (com part. de Missy Elliot)                                                  | Madonna Ahmadzaï Stephen Bray                | Missy Elliot Soul Diggaz [c] The Passengerz [d] Chris Griffin [e]                              | 3:42    |  |
| 7.             | "Your Honesty" (canção inédita)                                                                                               | Madonna Dallas Austin                        | Madonna Austin Daniel Abraham [e]                                                              | 4:07    |  |
| Duração total: | Duração total: | Duração total:                               | Duração total:                                                                                 | 29:27   |  |

Notas
a  - denota um produtor adicional
b  - denota um remixador e produtor adicional
c  - denota um coprodutor
d  - denota um editor
e  - denota um remixador

## Créditos
Lista-se abaixo os profissionais envolvidos na elaboração de Remixed & Revisited, de acordo com os créditos publicados na página Allmusic:
| Produção - Madonna: produtora - Mirwais Ahmadzaï: produtor (exceto em "Your Honesty") - Dallas Austin: produtor ("Your Honesty") - Ray Carroll: produção adicional; remixador ("American Life", "Love Profusion") - Mount Sims: produção adicional; remixador ("Nobody Knows Me") - Jason Nevins: produção adicional; remixador ("Nothing Fails") - Vin Nigro: produção adicional ("Nothing Fails") - Joe "Magic": produção adicional ("Nothing Fails") - Soul Diggaz: remixador ("Into the Hollywood Groove") - The Passengerz: editor ("Into the Hollywood Groove") - Chris Griffin: mistura ("Into the Hollywood Groove") - Pat Kraus: masterização | Músicos adicionais - Missy Elliott: presente em "Into the Hollywood Groove" e no medley de "Like a Virgin" e "Hollywood" - Christina Aguilera: presente no medley de "Like a Virgin" e "Hollywood" - Britney Spears: presente no medley de "Like a Virgin" e "Hollywood" Design - Bret Healey: direção de arte - Kevin Reagan: direção de arte - Regan Cameron: fotografia |